# 満天葛文王
満天葛文王（まんてんかつぶんおう）は、新羅の王族である。姓は朴。名は奴。孫娘に真徳女王がいる。

## 家系
- 娘：月明夫人
- 壻：金国飯
  - 孫娘：真徳女王